# Église Sainte-Anne de Sainte-Anne-d'Entremont
L'église Sainte-Anne de Sainte-Anne-d'Entremont dite aussi chapelle Sainte-Anne de Sainte-Anne-d'Entremont est une église catholique située à Bernières-d'Ailly, en France.

## Localisation
L'église est située dans le département français du Calvados, sur la commune de Bernières-d'Ailly et au pied des Monts d'Éraines (ro).

## Historique
L'église a été bâtie selon la tradition aux alentours de 1040-1050 par la comtesse Lesceline, femme de Guillaume, comte d'Eu, frère du duc de Normandie Richard II, à la suite d'un vœu formulé après un accident de chasse mêlant un sanglier et un jeune homme de sa famille.
Elle est une annexe de l'église Saint-Vigor de Perrières en 1375.
Un pèlerinage s'y tient tous les ans, le dernier dimanche du mois de juillet, pour demander à sainte Anne de protéger la famille des fidèles. Elle est invoquée également à des fins de fertilité.
L'édifice est inscrit au titre des monuments historiques le 18 février 1975.

## Description
La chapelle est bâtie en calcaire. On y trouve des ex-voto.

## Galerie

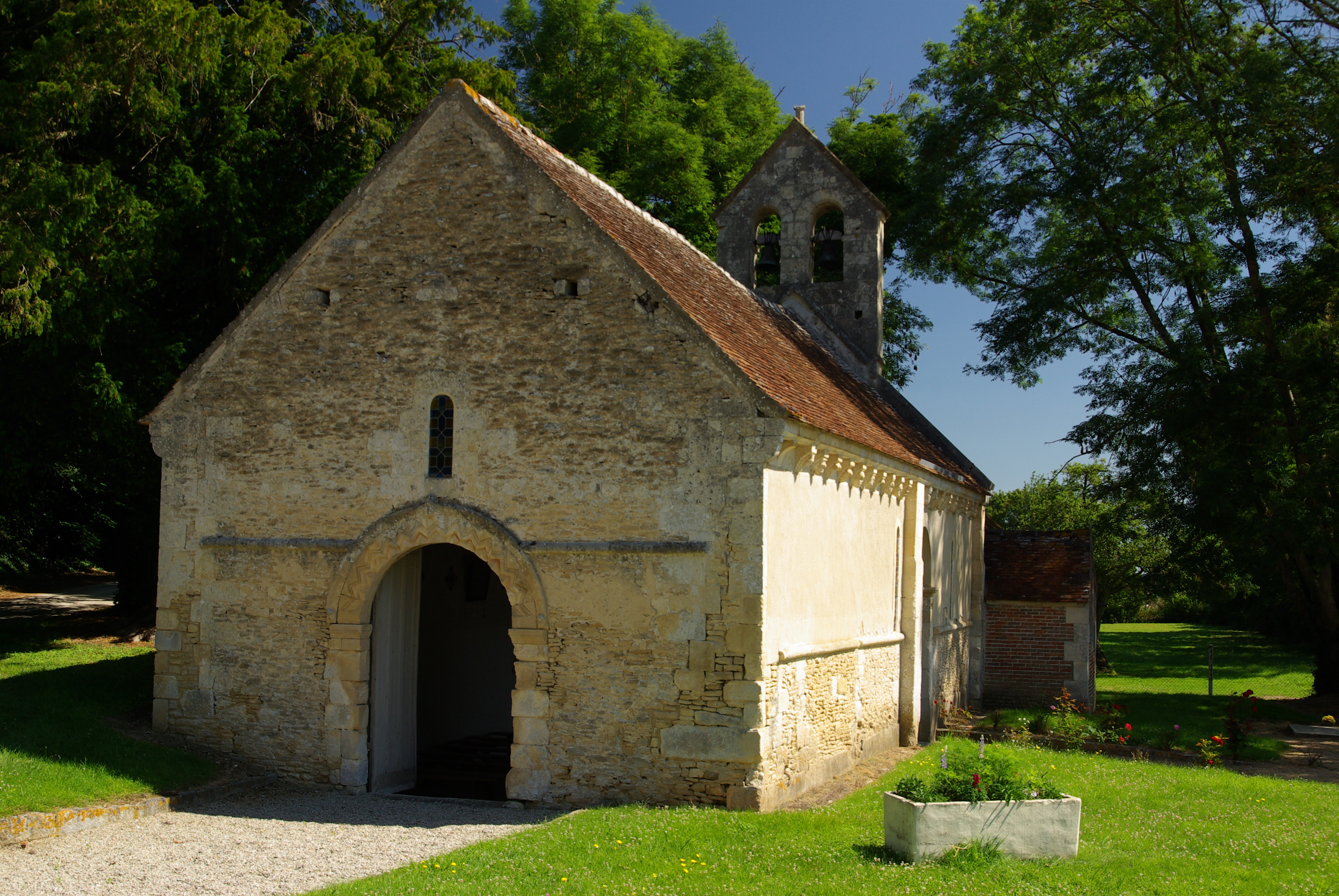
Vue extérieure.
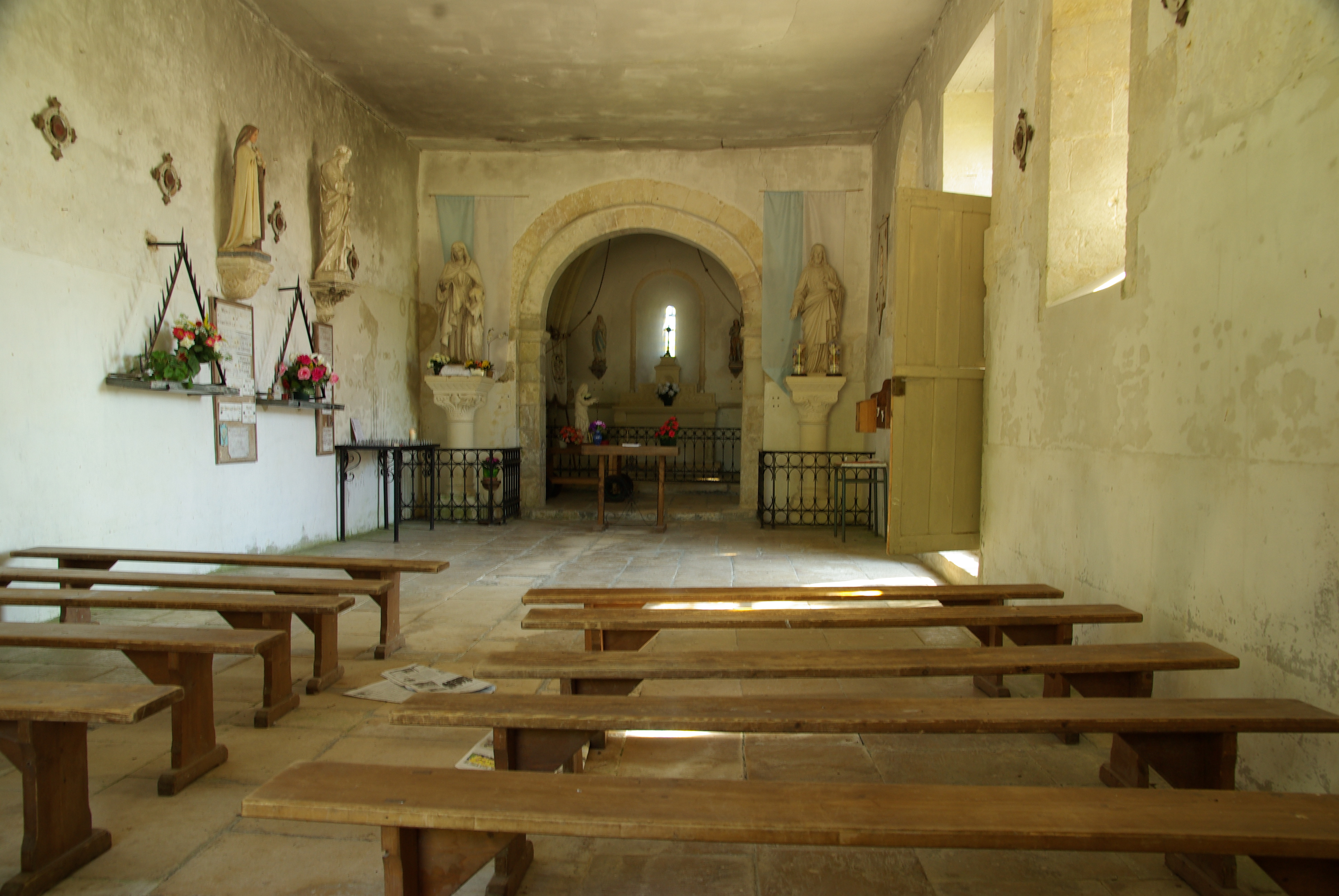
Vue intérieure.
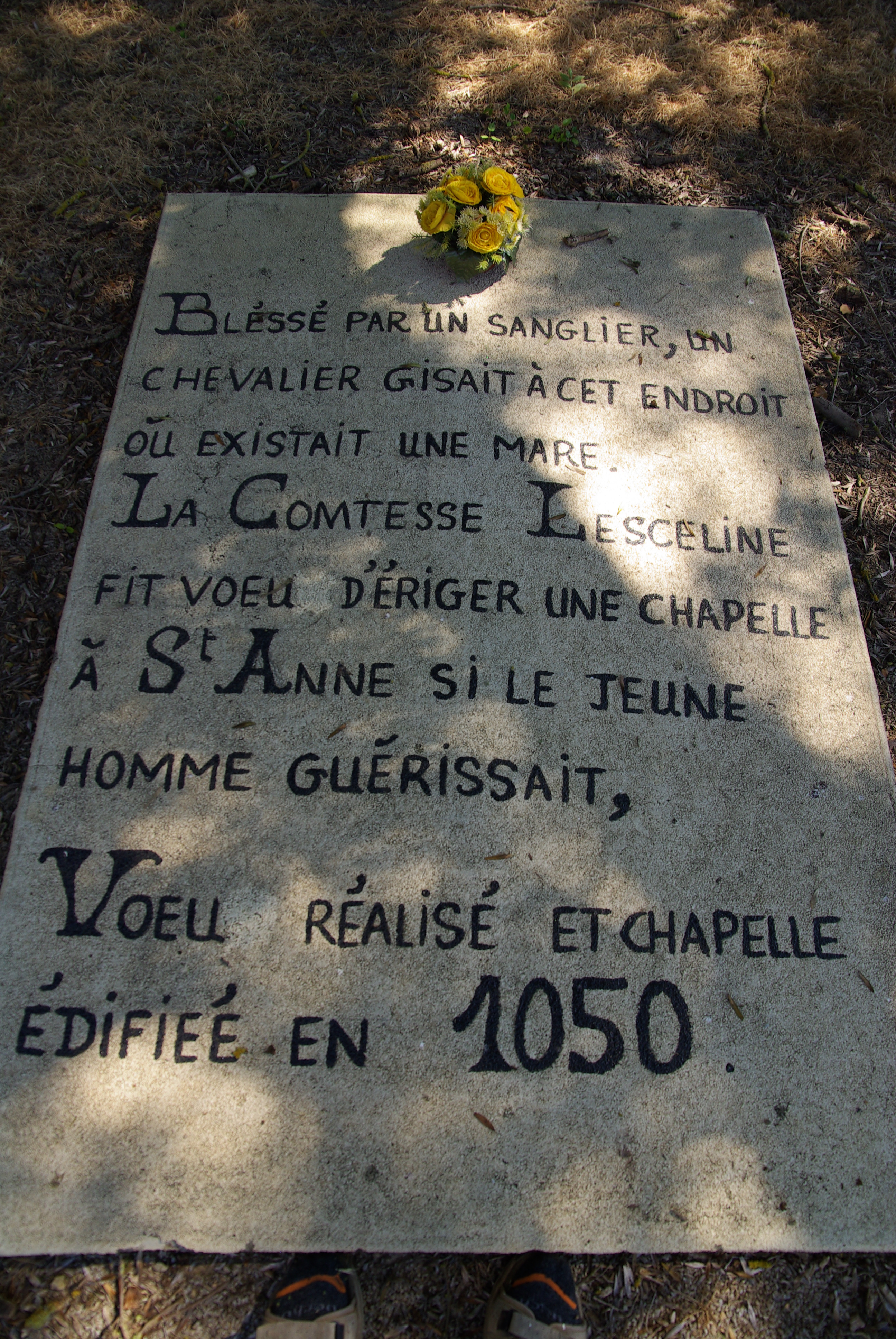